# کلاشی‌نهنگ
کلاشی‌نهنگ، روستایی از توابع بخش مرکزی شهرستان ثلاث باباجانی در استان کرمانشاه ایران است.

## جمعیت
این روستا در دهستان خانه‌شور قرار دارد و براساس سرشماری مرکز آمار ایران در سال ۱۳۸۵، جمعیت آن ۲۱۷ نفر (۴۹خانوار) بوده‌است.